# Université de Miami
Ne doit pas être confondu avec Université Miami.
L'université de Miami (officieusement appelé UM ou U Miami) est une université privée non confessionnelle fondée en 1925, avec son campus principal à Coral Gables (dans l'agglomération de Miami), un campus médical à Miami (au Civic Center), et un centre océanographique de recherche sur Virginia Key.
À partir de 2009, l'université s'inscrit actuellement 15 629 étudiants dans douze collèges distincts, y compris une école de médecine, faculté de droit, et une école axée sur l'étude de l'océanographie et des sciences atmosphériques. Ces collèges offrent environ 115 de premier cycle, 114 masters, doctorat 51, et deux zones d'études professionnels. Au fil des ans, les étudiants de l'Université ont représenté les cinquante États et près de 150 pays étrangers. Avec plus de 13 000 temps plein et à temps partiel professeurs et du personnel, UM est le sixième employeur dans le comté de Miami-Dade. Pour l'année 2017-2018, l'université à 16 801 étudiants dont 10 849 étudiants undergrade.
Selon le U.S News & World's Report, l'université de Miami est classée 46e des universités nationales.
La recherche est une composante de chaque division scolaire, avec UM atteignant 326 millions de dollars par année en subventions de recherche sponsorisés. UM propose un système de grande bibliothèque avec plus de 3,1 millions de volumes et les participations exceptionnelles cubain du patrimoine et de la musique. UM offre également un large éventail d'activités pour les élèves, y compris les fraternités et sororités, un journal étudiant et la station de radio.  Ils possèdent une section de sport universitaire, les Hurricanes de Miami, et l'équipe de football américain a remporté cinq championnats nationaux depuis 1983.
Aujourd'hui, le président de l'université est Julio Frenk, il est le sixième président. Il succède à Donna Shalala en 2015.

Logo de l'université.

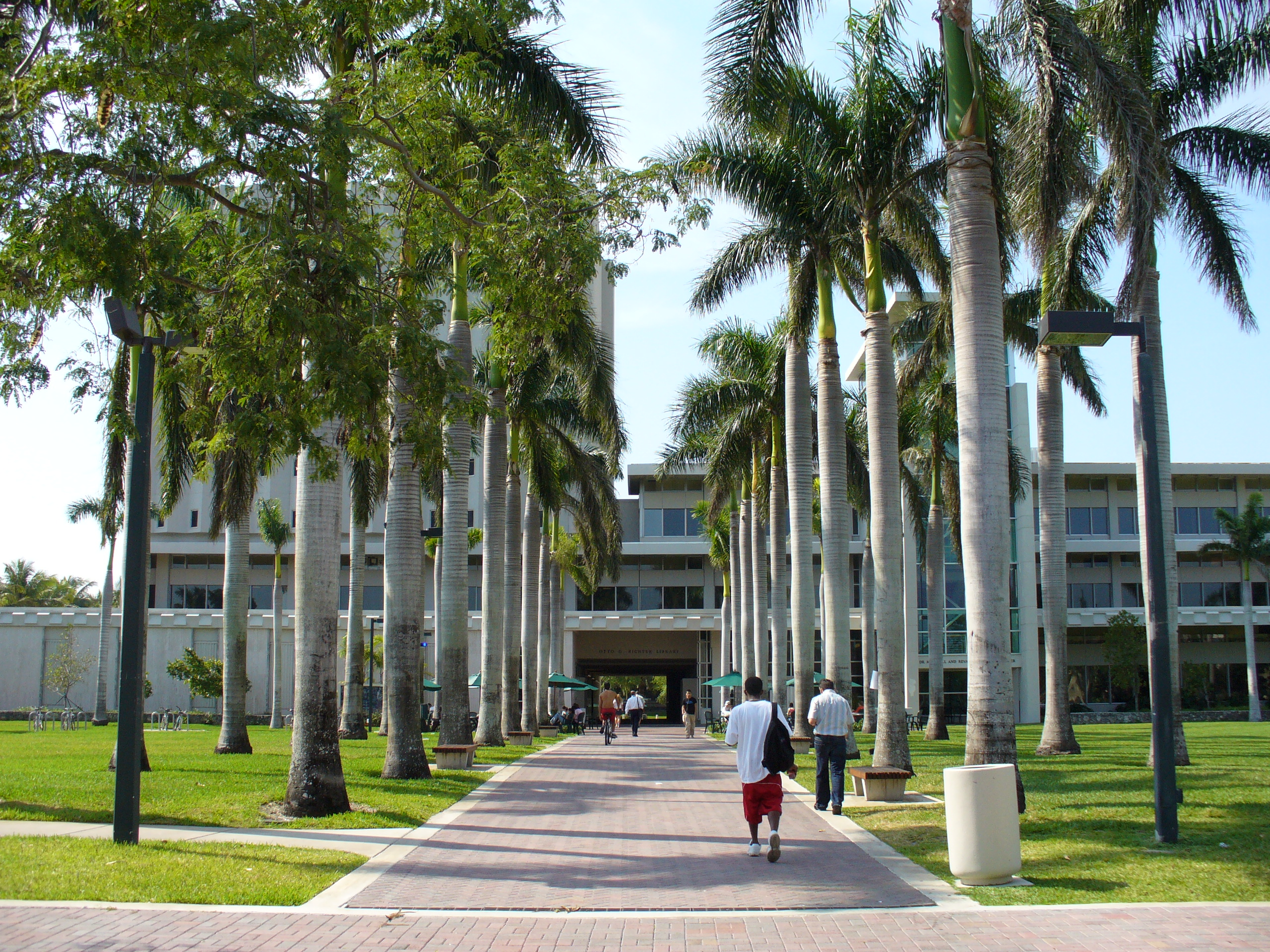
Allée vers la bibliothèque Otto G. Richter.

## Histoire
L'université de Miami (anglais : University of Miami mais également connu sous le nom de Miami of Florida, UM, ou simplement The U) est une université privée fondée en 1925 dans la ville de Coral Gables, dans l'agglomération Sud de Miami, en Floride, aux États-Unis.

## L'école de droit de l'université de Miami
L'école de droit (anglais : School of Law) de l'université de Miami, fondée en 1926, est située dans la ville de Coral Gables, dans l'agglomération Sud de Miami, en Floride, aux États-Unis.
D'après les statistiques officiels de 2013 requis par l'American Bar Association, 60,5 % de la promotion de 2013 a obtenu un emploi a plein temps et de long terme pour lequel le diplôme du Juris Doctor est requis, et ce neuf mois après la remise de diplôme. Ce pourcentage exclut ceux s'étant tournés vers une pratique à  leur propre comptes. Le coût total des études de droit a l'Université de Miami pour l'année 2014-2015 est de 70 122 $ par an.
L'école de droit de l'université de Miami compte, entre autres, parmi ses professeurs actuels le professeur Bernard H. Oxman, le seul avocat américain ayant été nommé juge ad hoc devant le Tribunal international du droit de la mer et la Cour Internationale de Justice, et le professeur Jan Paulsson, expert en arbitrage international.
L'école de droit offre outre les formations de Juris Doctor des formations de Master de droit (LL.M), dont un spécialisé en Arbitrage International, en relation avec le cabinet d'avocat international White&Case, et sous la direction du Professeur de Droit Jan Paulson.
En février 2015, le National Law Journal a classé l'école de droit de l'université de Miami dans le top 15 des écoles de droit américaines, en se basant sur le nombre d'anciens étudiants ayant été promus Associés au sein de cabinets d'avocats en 2014.

## Organisation des facultés

### Undergraduate & Graduate
- École d'architecture
- Collège des Arts & Sciences
- École d'économie
- École de l'éducation et du développement humain
- Collège d'ingénieur
- École des sciences marines et atmosphérique de Rosenstiel : RV F.G. Walton Smith
- École de musique de Philip et Patricia Frost
- École d'infirmerie et des études de la santé

### Graduate uniquement
- École de programme graduate
- École de médecine Leonard M. Miller
- École de droit

## Personnalités liées à l'université

### Étudiants
- Alizé Carrère, chercheuse climatique et communicatrice scientifique
- Rita Dove, poète, universitaire
- Dwayne Johnson, catcheur et acteur
- Maria Elvira Salazar, femme politique
- Devi Sridhar, chercheuse en médecine

### L'université de Miami dans la culture
Le chanteur Drake a tourné son clip God's Plan sur le campus de l'université dans l'école de musique de Philip et Patricia Frost en 2018. Le chanteur porte un pull au couleur de l'université.